# Coleocentrus alpinus
Coleocentrus alpinus är en stekelart som beskrevs av Chiu 1971. Coleocentrus alpinus ingår i släktet Coleocentrus och familjen brokparasitsteklar. Inga underarter finns listade i Catalogue of Life.